# Naja ashei
Naja ashei eller jättespottkobra är en ormart som beskrevs av Wüster & Broadley 2007. Naja ashei ingår i släktet Naja och familjen giftsnokar. Inga underarter finns listade i Catalogue of Life.
Denna orm är världens största spottkobra. Den räknades tidigare som en lång, grå variation av svart spottkobra (Naja nigricollis) innan den klassade som egen art. Arten är väldigt aggressiv och spottar vid minsta provokation. Den förekommer i östra Afrika från Etiopien och Somalia till Tanzania.